# Matěj Kopecký
Matěj Kopecký (24. února 1775 Libčany – 3. července 1847 Koloděje nad Lužnicí) byl český loutkový divadelník. Mezi nositeli českého národního obrození zaujal význačné postavení.

## Život

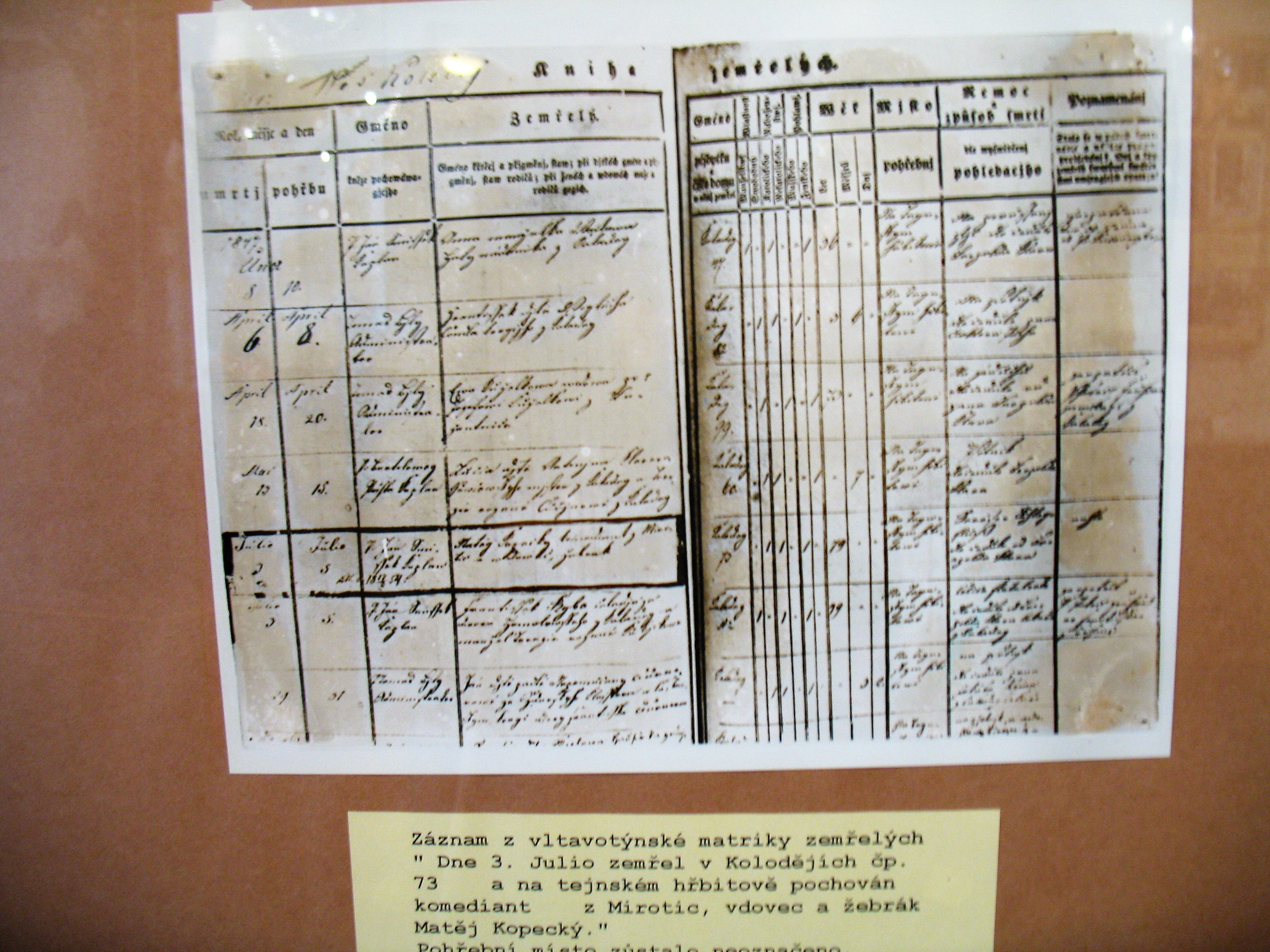
Kopie záznamu o úmrtí Matěje Kopeckého (z expozice „Svět loutek“ v Městském muzeu v Týně nad Vltavou)

Matěj Kopecký byl synem loutkáře Jana Kopeckého, proto také do školy chodil jen krátce. Jeho cesta k loutkařině však byla klikatá a dlouhá. Jako šestnáctiletý se stal z vůle svých rodičů poddaným malého panství Lažanského na Blatensku. Odtud odešel do Prahy, kde se vyučil hodinářem. Po vyučení se oženil v Miroticích s Rozálií Holzäpfelovou a po vzoru svého tchána se stal trhovcem. V roce 1798 byl povolán na vojnu, odkud byl propuštěn až v roce 1809. Z poslední vojenské kapitoly svého života se vrátil jako vojenský vysloužilec – invalida. Pokračoval v obchodnickém životě (obchodoval mj. s knoflíky a velbloudí srstí), ale už zájmově provozoval loutkové divadlo.
V roce 1819 se rozhodl pro loutkářský život a podal si žádost ke krajskému úřadu v Písku o propůjčení jednoroční licence „K provozování mechanických představení“. Tu musel poté každoročně prodlužovat.
V Kvíčalovské chalupě v Miroticích (Rybářská ul. čp. 112) žil v letech 1795 až 1836. Pak se přestěhoval do Přečína (místní část Vacova u Strakonic). Zde pokračoval v provozování loutkářských představení.

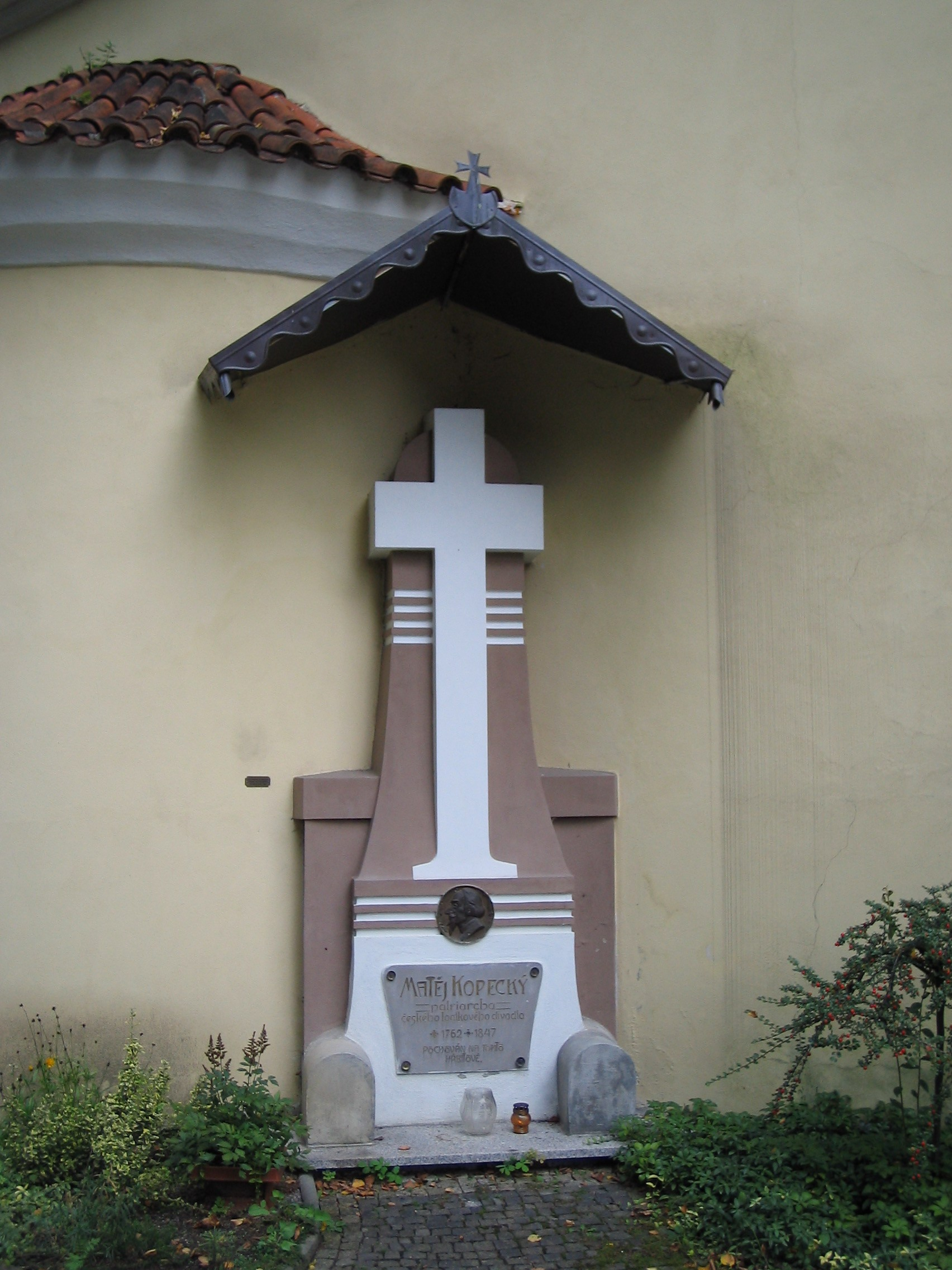
Pomník Matěje Kopeckého z roku 1905 u kostela sv. Víta na hřbitově v Týně nad Vltavou

Poslední měsíce svého života prožil v Kolodějích nad Lužnicí u svého přítele Václava Šonky, kde také zemřel. Byl pochován v Týně nad Vltavou. Pomník na hřbitově u západní stěny kostela sv. Víta však je jen symbolický náhrobek (kenotaf), zřízený v roce 1905 díky vltavotýnským ochotníkům, v roce 1927 ozdobený reliéfním portrétem Matěje Kopeckého od vltavotýnského malíře Jaroslava Vojny podle předlohy Mikoláše Alše, v současné podobě po rekonstrukci zásluhou občanského sdružení Patriot. Místo původního hrobu, kde byl Matěj Kopecký na hřbitově skutečně pochován, není známo.
Měl 15 dětí, dospělosti se dožilo jen šest. Tři z nich – synové Josef, Václav a Antonín – se také věnovali loutkářství, stejně jako jejich potomci a příbuzní. 
Syn Matěje Kopeckého – Václav Kopecký (1801–1871) měl dceru Arnoštku Kopeckou, která byla jednou z prvních českých loutkohereček. Známý je též syn Václava Kopeckého, tedy vnuk Matěje Kopeckého – Jindřich Kopecký (1846 – 1927), který byl též loutkohercem.
V průběhu svého života Matěj Kopecký udával datum svého narození z různých důvodů podle situace různě. Dlouho byl uváděno 28. května 1762, skutečné datum 24. února 1775 bylo objasněno z matriky zásluhou mirovického archiváře a badatele Jana Tomana v roce 1944. Naproti tomu o datu úmrtí nebylo pochyb: zemřel 3. července 1847 a byl pohřben na neoznačeném místě na hřbitově v Týně nad Vltavou. Datum úmrtí potvrzuje známý a poněkud kontroverzní zápis v knize zemřelých, který provedl týnský kaplan Jan Snížek: „3. Julio zemřel v Kolodějích čp. 37 a na tejnském hřbitově pochován Matěj Kopecký, komediant z Mirotic, vdovec a žebrák.“ 
O loutkářově smrti kolují dvě legendy - jedna uvádí podlehnutí mrtvici cestou za synem, druhá o tom, jak zemřel při ohlašování dalšího představení.

## Dílo
Kopecký byl vlastenec, hrál česky a je přezdíván „patriarcha českého loutkářství“. Jeho hlavní témata byla Faust, český Honza a čerti.
Hry: Oldřich a Božena, Loupežníci na zámku.

### Knižně
- Salvárie (1901) [7]
- Doktor Faust (1932) [8]
- Matěje Kopeckého Komedie a hry (1864)[9]

## Tradice a ohlasy
V rodě Matěje Kopeckého se v loutkářské tradici dosud úspěšně pokračuje. Velmi intenzivně se k tomuto rodu hlásil i komunistický ministr kultury Václav Kopecký.
Na jeho tvorbu také navazovali Jiří Trnka a Hermína Týrlová.
Jeho popularitě významně pomohl Mikoláš Aleš (rodák z Mirotic), který nakreslil jeho podobiznu. O Matěji Kopeckém se zmiňuje také Josef Václav Frič, který ve 40. letech 19. století navštívil jeho představení Doktor Faust. Slavná postava Matěje Kopeckého byl také Kašpárek.
V roce 1947 byla v areálu zámeckého parku v Kolodějích odhalena Matěji Kopeckému věnovaná socha plačícího kašpárka s protrženým bubnem. Vzhledem k budování přehradní nádrže Orlík bylo nutno ji přestěhovat do zahrady baronky z rodu Kocové z Dobrše, v 70. letech našel pomník, dílo sochaře Josefa Jiříkovského, své místo u silnice před bývalým hotelem v Kolodějích. 